# Hôtel de Mondragon
L'hôtel de Mondragon est un hôtel particulier parisien construit au début des années 1720. Hôtel de ville de l'ancien 2e arrondissement de Paris de 1795 à 1835, il est racheté par la banque de Paris en 1869 afin d'en faire son siège. C'est aujourd'hui le siège de la banque BNP Paribas.

## Localisation
L'hôtel est situé 3 rue d'Antin dans le 2e arrondissement de Paris.

## Historique

### Origine
Cette vaste bâtisse est construite entre 1715 et 1723 dans le cadre de l'urbanisation du quartier de la place Vendôme. À l'origine, elle s'étendait sur les actuels numéros 1 et 3 de la rue d'Antin mais également sur les numéros 2, 4 et 6 de la rue parallèle Louis-le-Grand, ainsi que sur le terrain intermédiaire donnant sur la rue Neuve-des-Petits-Champs (aujourd'hui rue Danielle-Casanova). Si le commanditaire, en la personne de Pierre Etienne Bourgeois de Boynes, trésorier général de la Banque royale, en est connu, on ne sait rien de l'identité de son architecte. Le bâtiment est ensuite propriété de Duval de l'Epinoy, secrétaire du roi. Selon un acte du 3 avril 1776, le bâtiment est copropriété de Marie Bersin, épouse  de Louis Duval de l'Epinay (sic), secrétaire des finances honoraire, ainsi que de Jean-Jacques, marquis de Gallet et de Mondragon. La maison est alors également partagée par la femme du marquis, née Duval de l'Espinay (sic).

### Depuis la Révolution française
Durant la Révolution, bon nombre de glaces de l'hôtel sont transférées au château de Saint-Cloud. Le bâtiment est alors confisqué aux dépens du marquis de Mondragon pour devenir l'hôtel de ville du 2e arrondissement ; c'est notamment à cet endroit que Napoléon Bonaparte épouse Joséphine  de Beauharnais le 9 mars 1796 (en présence des témoins Barras, Tallien, Calmelet et Le Marois). Ce mariage est commémoré par 2 plaques aujourd'hui encore apposées sur les murs extérieurs du bâtiment. Mais on y célèbre également les mariages du maréchal de Marmont en 1798 et des parents de George Sand en 1804. Enfin, l'hôtel revient à la famille de Mondragon en 1815, lors de la Restauration. Il garde ses fonctions d'hôtel de ville jusqu'en 1835, moyennant un loyer payé par la ville de Paris à son propriétaire.

## Banque de Paris et des Pays-Bas
L'hôtel est cédé en 1869 à la Banque de Paris et des Pays-Bas. L'établissement y établit son siège en 1872, qu'il étend en 1875 à l'hôtel Gabriel. Le bureau du président de la banque est établi dans le salon du mariage de Napoléon et Joséphine. Il est décoré dans un style rocaille de boiseries blanches rehaussées d'or, ainsi que de stucs symbolisant les éléments alternant avec des trumeaux dus aux pinceaux de Noël Coypel et de Sébastien II Le Clerc. On y trouve encore un buste de Joséphine par Chinard et la copie de l'acte de mariage délivrée en 1829 (L'original a été détruit dans les incendies de 1871, lors de l'insurrection de la Commune). L'hôtel fait l’objet d’une inscription au titre des monuments historiques depuis le 9 juillet 1926. Il est encore aujourd'hui le siège de Paribas.

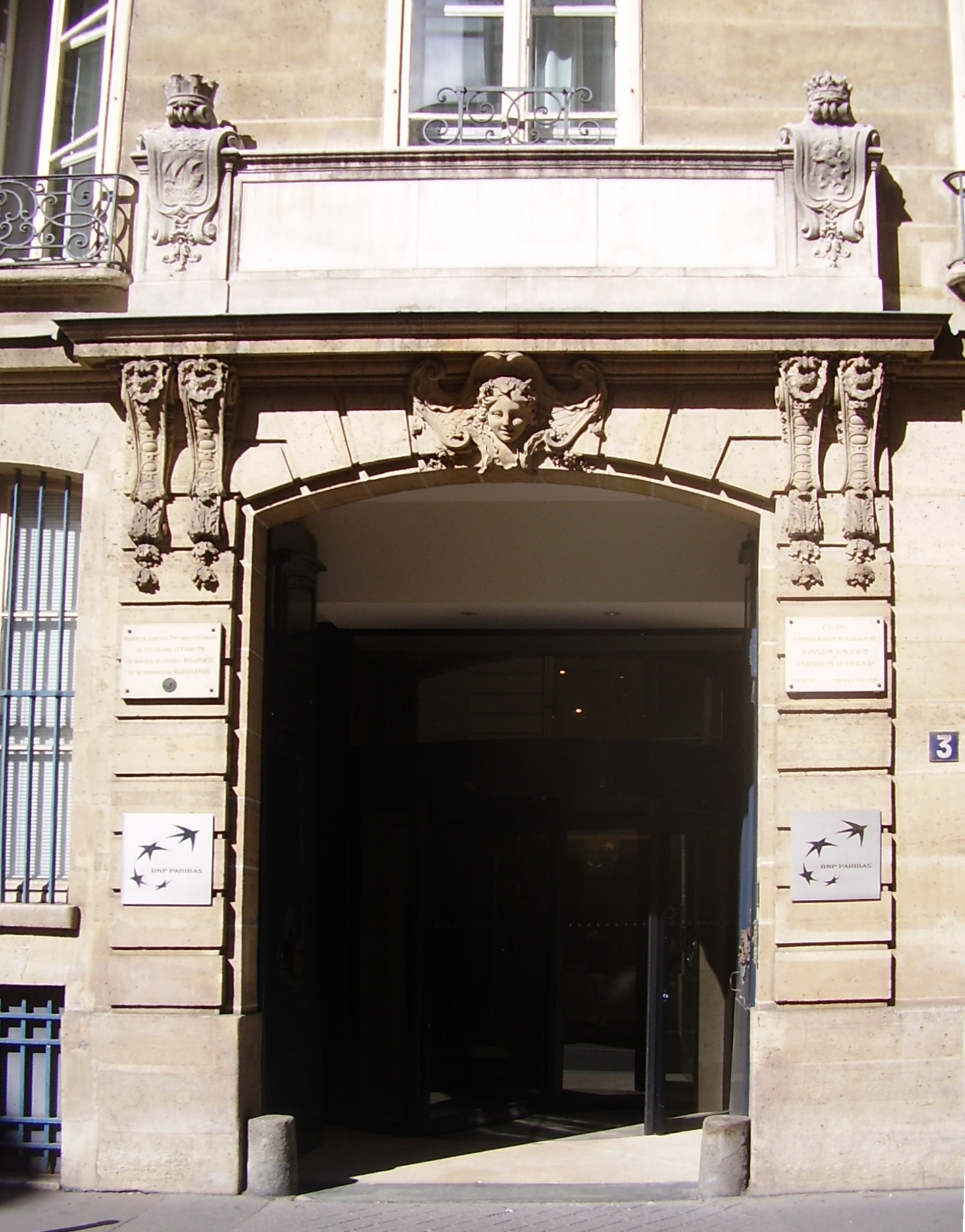
La porte monumentale sur rue.